# سارة هوفمان
سارة هوفمان (بالإنجليزية: Sarah Huffman)‏ هي لاعبة كرة قدم أمريكية، ولدت في 5 مارس 1984 في دانبري في الولايات المتحدة. شاركت مع منتخب الولايات المتحدة تحت 20 سنة للسيدات لكرة القدم ومنتخب الولايات المتحدة لكرة القدم للسيدات. أما مع النوادي، فقد لعبت مع بورتلاند ثورنز ووسترن نيويورك فلاش.

## وصلات خارجية
- سارة هوفمان على موقع الاتحاد الدولي (مؤرشف)  (الإنجليزية)
- سارة هوفمان على موقع اتحاد النرويج (النرويجية)
- سارة هوفمان على موقع قاعدة بيانات كرة القدم.إي يو (الإنجليزية)
- سارة هوفمان على موقع Soccerway.com (الإنجليزية)
- سارة هوفمان على موقع عالم كرة القدم.نت (الإنجليزية)